# Aglipay
Aglipay est une municipalité de la province de Quirino, aux Philippines.

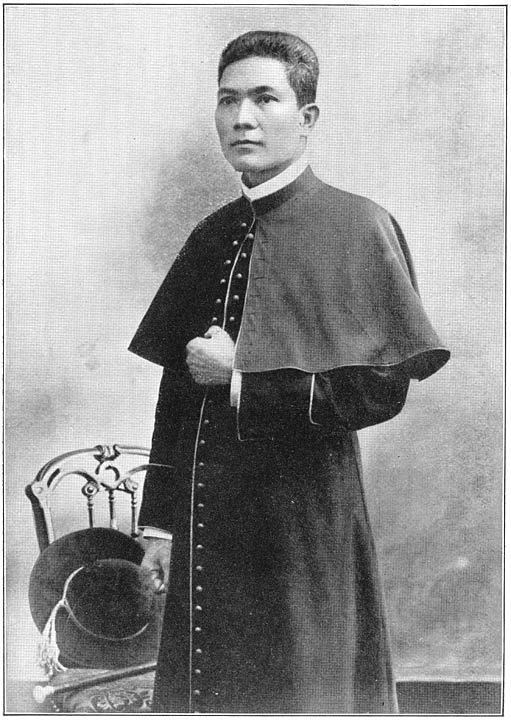
Gregorio Aglipay et Labayán

## Démographie
D'après le recensement de 2015, la municipalité compte 27,787 habitants.